# ولي أباد (إسفراين)
ولي أباد (بالفارسية: ولی‌آباد) هي قرية تقع في قسم آذري الريفي (مقاطعة إسفراين) في إيران. يقدر عدد سكانها بـ 266 نسمة .